# Швиднишка епархия
Швиднишката епархия (на полски: Diecezja świdnicka; на латински: Dioecesis Suidniciensis) е административно-териториална единица на католическата църква в Полша, западен обред. Суфраганна епископия на Вроцлавската митрополия. Установена на 24 февруари 2004 година с декрет допълващ булата „Totus Tuus Poloniae Populus“ на папа Йоан-Павел II от 25 март 1992 година. Заема площ от 4 060 км2 и има 550 000 верни. Седалище на епископа е град Швидница.

## Деканати
В състава на епархията влизат двадесет и четири деканата.
| - Деканат „Белява“ - Деканат „Бистшица Кодзка“ - Деканат „Болкув“ - Деканат „Валбжих-Захуд“ - Деканат „Валбжух-Полудне“ - Деканат „Валбжих-Пулноц“ - Деканат „Глушица“ - Деканат „Джержонюв“ | - Деканат „Жарув“ - Деканат „Замковице Шльонске-Полудне“ - Деканат „Замковице Шльонске-Пулноц“ - Деканат „Каменец Зомбковицки“ - Деканат „Клодзко“ - Деканат „Кудова Здруй“ - Деканат „Льондек Здруй“ - Деканат „Мендзилеше“ | - Деканат „Нова Руда“ - Деканат „Нова Руда-Слупец“ - Деканат „Пилава Гурна“ - Деканат „Поляница Здруй“ - Деканат „Стшегом“ - Деканат „Швебоджице“ - Деканат „Швидница-Всхуд“ - Деканат „Швидница-Захуд“ |